# Támega (subregión)
Támega es una subregión estadística portuguesa, parte de la Región Norte. Su principal núcleo lo integra el Distrito de Oporto, también incluye municipios del Distrito de Braga, del Distrito de Vila Real, del Distrito de Viseu y del Distrito de Aveiro. Limita al norte con Ave y  Alto Trás-os-Montes, al este con Duero, al sur con Dão-Lafões, al suroeste con Entre Douro e Vouga y al oeste con Grande Porto. Área: 2629 km². Población (2001): 551 301. 
Comprende 15 concelhos:
- Amarante
- Baião
- Cabeceiras de Basto
- Castelo de Paiva
- Celorico de Basto
- Cinfães
- Felgueiras
- Lousada
- Marco de Canaveses
- Mondim de Basto
- Paços de Ferreira
- Paredes
- Penafiel
- Resende
- Ribeira de Pena

- Datos: Q1547405